# Distretto di Krishnagiri
Il distretto di Krishnagiri è un distretto del Tamil Nadu, in India, di 1 546 700 abitanti. Il suo capoluogo è Krishnagiri.
Il distretto è stato creato nel 2004 separandolo dal distretto di Dharmapuri.